# Werner (equip ciclista)
L'equip Werner va ser un equip ciclista espanyol que competí entre 1969 i 1972.

## Principals resultats
- Volta a Andalusia: José Gómez Lucas (1970)
- Volta al País Basc: Luis Pedro Santamarina (1970)
- Volta a Llevant: Ventura Díaz (1970), José Manuel López Rodríguez (1971)
- Volta a les Valls Mineres: Ventura Díaz (1970), Luis Pedro Santamarina (1972)
- Volta a Aragó: Luis Pedro Santamarina (1970), Ramón Sáez (1971)
- Volta a La Rioja: José Antonio Pontón (1972)
- Volta a Astúries: Agustín Tamames (1972)
- Gran Premi de Primavera: José Gómez Lucas (1972)

### A les grans voltes
- Volta a Espanya
  - 3 participacions (1970, 1971, 1972)
  - 8 victòries d'etapa:
    - 4 el 1970: Luis Pedro Santamarina, Ramón Sáez (2), Agustín Tamames
    - 1 el 1971: Agustín Tamames
    - 3 el 1972: Luis Balagué, Agustín Tamames (2)

  - 0 classificació final:
  - 4 classificacions secundàries:
    - Gran Premi de la muntanya: Agustín Tamames (1970)
    - Classificació per equips (1970, 1971)
    - Classificació de les metes volants: Ventura Díaz (1972)

- Tour de França
  - 1 participacions (1971)
  - 0 victòries d'etapa:

- Giro d'Itàlia
  - 0 participacions